# The Test of Friendship

The Test of Friendship é um filme mudo de curta metragem estadunidense, do gênero dramático, lançado em 1908, escrito e dirigido por D. W. Griffith.

## Elenco
- Arthur V. Johnson
- Florence Lawrence
- Harry Solter
- George Gebhardt
- Linda Arvidson
- Robert Harron
- Charles Inslee
- Marion Leonard
- Jeanie Macpherson
- Violet Mersereau
- Gertrude Robinson
- Mack Sennett